# Centerville (Utah)
Centerville es una ciudad del condado de Davis, estado de Utah, Estados Unidos. Según el censo de 2000, la población era de 12.903 habitantes. Se estima que en 2003 era de 13.500 habitantes.

## Geografía
Centerville se encuentra en las coordenadas 40°55′37″N 111°52′48″O / 40.92694, -111.88000.
Según la oficina del censo de Estados Unidos, la ciudad tiene un área total de 15,6 km². No tiene superficie cubierta de agua.

## Demografía
Según el censo de 2000, había 14.585 habitantes, 4.138 casas y 3.546 familias residían en la ciudad. La densidad de población era 932,3 habitantes/km². Había 4.280 unidades de alojamiento con una densidad media de 273,6 unidades/km².
La máscara racial de la ciudad era 97,06% blanco, 0,23% afroamericano, 0,16% indio americano, 0,75% asiático, 0,23% de las islas del Pacífico, 0,60% de otras razas y 0,97% de dos o más razas. Los hispanos o latinos de cualquier raza eran el 1,95% de la población.
Había 4.138 casas, de las cuales el 51,5% tenía niños menores de 18 años, el 76,1% eran matrimonios, el 7,4% tenía un cabeza de familia femenino sin marido, y el 14,3% no eran familia. El 12,3% de todas las casas tenían un único residente y el 4,8% tenía sólo residentes mayores de 65 años. El promedio de habitantes por hogar era de 3,52 y el tamaño medio de familia era de 3,88.
El 35,9% de los residentes era menor de 18 años, el 11,5% tenía edades entre los 18 y 24 años, el 25,2% entre los 25 y 44, el 20,4% entre los 45 y 64, y el 7,0% tenía 65 años o más. La media de edad era 27 años. Por cada 100 mujeres había 99,0 hombres. Por cada 100 mujeres de 18 años o más, había 94,6 hombres.
El ingreso medio por casa en la ciudad era de 64.818$, y el ingreso medio para una familia era de 70.855$. Los hombres tenían un ingreso medio de 50.033$ contra 26.527$ de las mujeres. Los ingresos per cápita para la ciudad eran de 19.666$. Aproximadamente el 1,4% de las familias y el 2,0% de la población estaban por debajo del nivel de pobreza, incluyendo el 2,2% de menores de 18 años y el 1,7% de mayores de 65.
- Datos: Q483235
- Multimedia: Centerville, Utah / Q483235

1. ↑  Zip Data Maps, código ZIP n.º 84014.